# Tachina inoperta
Tachina inoperta är en tvåvingeart som beskrevs av Walker 1853. Tachina inoperta ingår i släktet Tachina och familjen parasitflugor. Inga underarter finns listade i Catalogue of Life.